# Блинов, Павел Фёдорович
Павел Фёдорович Блино́в (20 сентября 1920, Вязовка, Саратовская губерния — 16 июля 1998, Алма-Ата) — военный лётчик, командир звена 141-го гвардейского штурмового авиационного полка (9-я гвардейская штурмовая авиационная дивизия, 1-й гвардейский штурмовой авиационный корпус, 2-я воздушная армия, 1-й Украинский фронт), старший лейтенант. Герой Советского Союза.

## Биография
Родился 20 сентября 1919 года в селе Вязовка Вольского уезда Саратовской губернии (ныне — Базарно-Карабулакского района, Саратовская область) в семье крестьянина.
В 1928 году поступил учиться в Вязовскую школу, а десятилетку окончил в городе Вольск, куда родители переехали на жительство. Учась в школе, одновременно занимался в Вольском аэроклубе. После окончания школы, 22 мая 1940 года, поступил в Энгельскую военную авиационную школу пилотов, которую окончил в 1941 году.
С 1941 по 1942 год служил лётчиком-инструктором в военной авиационной школе Ижевска. С марта 1943 года и до победы над Германией в Великой Отечественной войне П. Ф. Блинов сражался с немецко-фашистскими захватчиками в составе 5-й и 2-й воздушных армий на Украинском фронте. Своё первое боевое крещение он принял на Калининском фронте, летая на легендарном штурмовике Ил-2. Павел Фёдорович принимал участие в Курской битве, в освобождении Украины, Молдавии, Румынии, Польши, Чехословакии, в разгроме врага на территории Германии. Был тяжело ранен в голову 15 декабря 1943 года. За отличное выполнение боевых заданий на Сандомирском плацдарме и проявленное при этом мужество и героизм П. Ф. Блинову 10 апреля 1944 года было присвоено звание Героя Советского Союза. В небе над Берлином и Прагой Блинов уже воевал Героем Советского Союза, штурманом штурмового авиационного полка.
За годы Великой Отечественной войны им совершено большое количество боевых вылетов. Сбил в групповых и одиночных боях пять фашистских самолётов, сжёг на земле десятки вражеских самолётов, четыре склада с боеприпасами, три склада и девять цистерн с горючим, уничтожил 24 танка, 198 автомашин с пехотой и грузами, 30 повозок, 350 фашистских солдат и офицеров, разбомбил переправу через реку и пять дзотов.
После окончания войны подполковник П. Ф. Блинов продолжал службу в рядах Советской Армии, а затем перешёл в органы Министерства внутренних дел.
По выходе на пенсию подполковник Блинов проживал в Алма-Ате. Умер 16 июля 1998 года, похоронен на Центральном кладбище Алматы.

## Память
- Именем Блинова названа улица в Вольске, где также ему на памятнике у здания «школы героев» установлена мемориальная доска.
- Ещё одна мемориальная доска была установлена в апреле 2005 года на улице Наурызбай-батыра города Алматы.
- В мае 2005 года в Базарном Карабулаке на Аллее героев был установлен бюст Блинова.
- В 2018 году в честь П. Ф. Блинова была переименована большая часть Моторной улицы г. Ижевска, также имя героя было присвоено ижевской школе № 76[2].
- В 2024 году у школы № 76 города Ижевск был установлен бюст в честь Героя Советского Союза П. Ф. Блинова.

## Награды
- Медаль «Золотая Звезда»,
- орден Ленина,
- два ордена Красного Знамени,
- орден Отечественной войны I степени,
- орден Александра Невского,
- медали, среди которых «За взятие Берлина» и «За освобождение Праги».